# Euskadi Irratia
Euskadi Irratia (en castellano Radio Euskadi) es una cadena de radio generalista operada por la empresa pública EITB Media S.A.U.  que conforma, junto con Euskal Irrati Telebista (EITB), del ente público de comunicación de la Comunidad autónoma del País Vasco en España. Emite íntegramente en euskera mientras que el servicio en castellano lo realiza la cadena hermana Radio Euskadi.
Tiene su sede en las instalaciones de EITB en el barrio de Miramón de San Sebastián en Guipúzcoa. Euskadi Irratia es fruto de la refundación que se realizó en 1983, al amparo del Estatuto de Autonomía de Guernica. Comenzó de forma oficial sus emisiones el 23 de noviembre de 1982. Fue una de las cadenas de la empresa pública  Eusko Irratia-Radiodifusión Vasca S.A. que junto con Radio Vitoria conformó la estructura de radiodifusión pública del País Vasco. El 1 de enero de 2020 Eusko Irratia-Radiodifusión Vasca S.A. pasó a formar parte de la nueva sociedad anónima pública EITB Media S.A.U. al disolverse la empresa e integrarse en Euskal Telebista-Televisión Vasca, S.A. junto a Radio Vitoria y Eitbnet.
Emite en FM, y TDT para toda Euskal Herria.

## Historia
Tras la creación en 1982 del Ente Público Euskal Irrati Telebista-Radio Televisión Vasca y la adquisición por parte del Gobierno Vasco de Radio Vitoria ese mismo año se inicia, a la sombra del Estatuto de Autonomía de Guernica la creación del sistema público de comunicación del País Vasco. Con los antecedentes históricos de "Radio Euzkadi" creada en plena guerra civil,  se comienza a conformar, usando Radio Vitoria como embrión, la nueva red de emisoras de radio.  Se monta la emisora de Radio Euskadi en Bilbao, dentro de las dependencias del Gobierno Vasco en Gran Vía,  que emite en castellano y pronto se  crearía la emisora en euskera, la ley de creación del ente dictaba que el objetivo del mismo era la normalización de la lengua vasca. El 23 de noviembre de 1982 comienza sus emisiones de forma oficial pero sin inauguración oficial En febrero de 198 se inicia la programación normalizada de  emisión. 
La sede de esta emisora de radio se ubica en San Sebastián, completando así el concepto de una sede en cada capital del territorio. En 1992 se traslada la emisora a las instalaciones del centro de producción de Euskal Telebista en Miramón.

## Frecuencias
También emite a través de la televisión de Euskaltel en el dial 161, por Internet a través de la web eitb.eus y por TDT.

### FM
Álava
- Amurrio: 101.9 FM
- Bóveda: 90.4 FM
- Cuartango: 93.5 FM
- Samaniego: 94.0 FM
- Santa Cruz de Campezo: 98.5 FM
- Vitoria: 95.0 FM

  Guipúzcoa
- Beasáin: 90.4 FM
- Éibar: 97.0 FM
- Irún/Jaizquíbel - Iparralde: 94.4 FM
- Legazpia: 95.2 FM
- Mondragón: 90.1 FM
- San Sebastián: 95.2 FM
- Tolosa: 89.6 FM
- Vergara: 87.7 FM
- Zarauz: 88.2 FM

 Vizcaya
- Bermeo: 90.1 FM
- Bilbao: 88.9 FM
- Carranza: 95.2 FM
- Cenarruza-Puebla de Bolívar: 104.5 FM
- Lanestosa: 87.6 FM
- Trucios: 92.3 FM
- Valmaseda: 97.4 FM

 Navarra
- Bozate: 99.7 FM
- Estella: 90.5 FM
- Irañeta: 104.6 FM
- Isaba: 104.5 FM
- Lesaca: 88.6 FM
- Monasterio de Leyre: 89.7 FM
- Pamplona: 105.2 FM
- Tudela: 100.5 FM